# Forte Julien
O Forte Julien, também chamado Fort Jullien e Forte de Qaitbay (em árabe: قلعة قايتباي), é uma fortaleza militar localizada na margem esquerda do Rio Nilo, a cerca de cinco quilômetros a noroeste de Roseta, na costa norte do Egito. Foi originalmente construído pelo Império Otomano e ocupado pelos franceses durante a campanha de Napoleão Bonaparte no Egito e na Síria, entre 1798 e 1801. O forte ficou famoso por ser o local onde a Pedra de Roseta foi encontrada, em 1799. 

## Descrição e história
O forte é uma estrutura retangular baixa, com uma guarita central com vista para os poucos quilômetros finais do Nilo antes de se juntar ao Mar Mediterrâneo. Foi construído por volta de 1470 pelo sultão mameluco Qaitbay, que também construiu a cidadela de mesmo nome em Alexandria. Em 1516 o sultão Qansuh al-Ghuri o reforçou com um muro defensivo, mas posteriormente o forte caiu em ruínas. O forte foi construído em parte com pedras retiradas de construções egípcias antigas próximas; quando Vivant Denon a visitou em 1799 ele notou que era "construída com partes de prédios antigos; e que várias das  embrasuras eram feitas da fina pedra do Alto Egito, ainda cobertas por hieróglifos".

## Descoberta da Pedra de Roseta

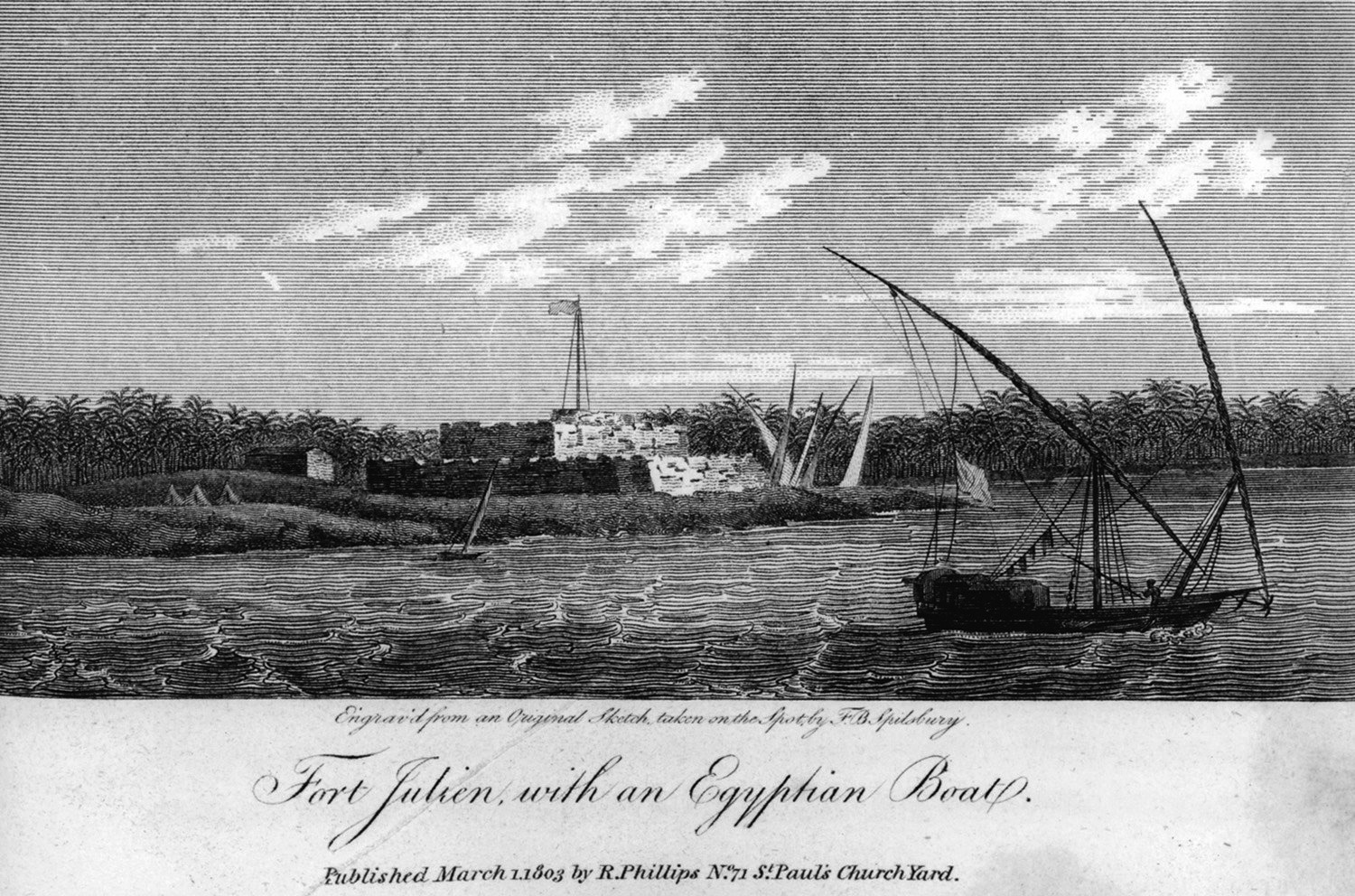
Fort Julien, com um barco egípcio, 1803

Os franceses tomaram posse do forte dilapidado em 19 de julho de 1799, apenas alguns dias antes da Batalha de Abukir, e iniciaram uma reconstrução apressada. Ele foi posteriormente reconstruído de uma maneira mais completa e renomeado Fort Julien, em homenagem a Thomas Prosper Jullien. Um dos assistentes de campo de Napoleão, o tenente Pierre-François Bouchard, descobriu a famosa Pedra de Roseta no forte enquanto participava da reparação de suas defesas. Ela havia sido transferida para lá de um templo em Sais, nas proximidades, para ser usada como preenchimento. Dois anos depois o forte foi capturado por uma força combinada britânica e turca,  após um curto cerco e bombardeio. 

## Situação atual
O forte foi extensivamente restaurado pelo governo egípcio nos anos 1980, e reaberto em 1985 pelo presidente Hosni Mubarak. Ele se encontra cercado por três lados pela vila de Izbat Burj Rashid e está aberto ao público. É possível chegar a ele de táxi, a partir de Roseta.